# Lotus Elan

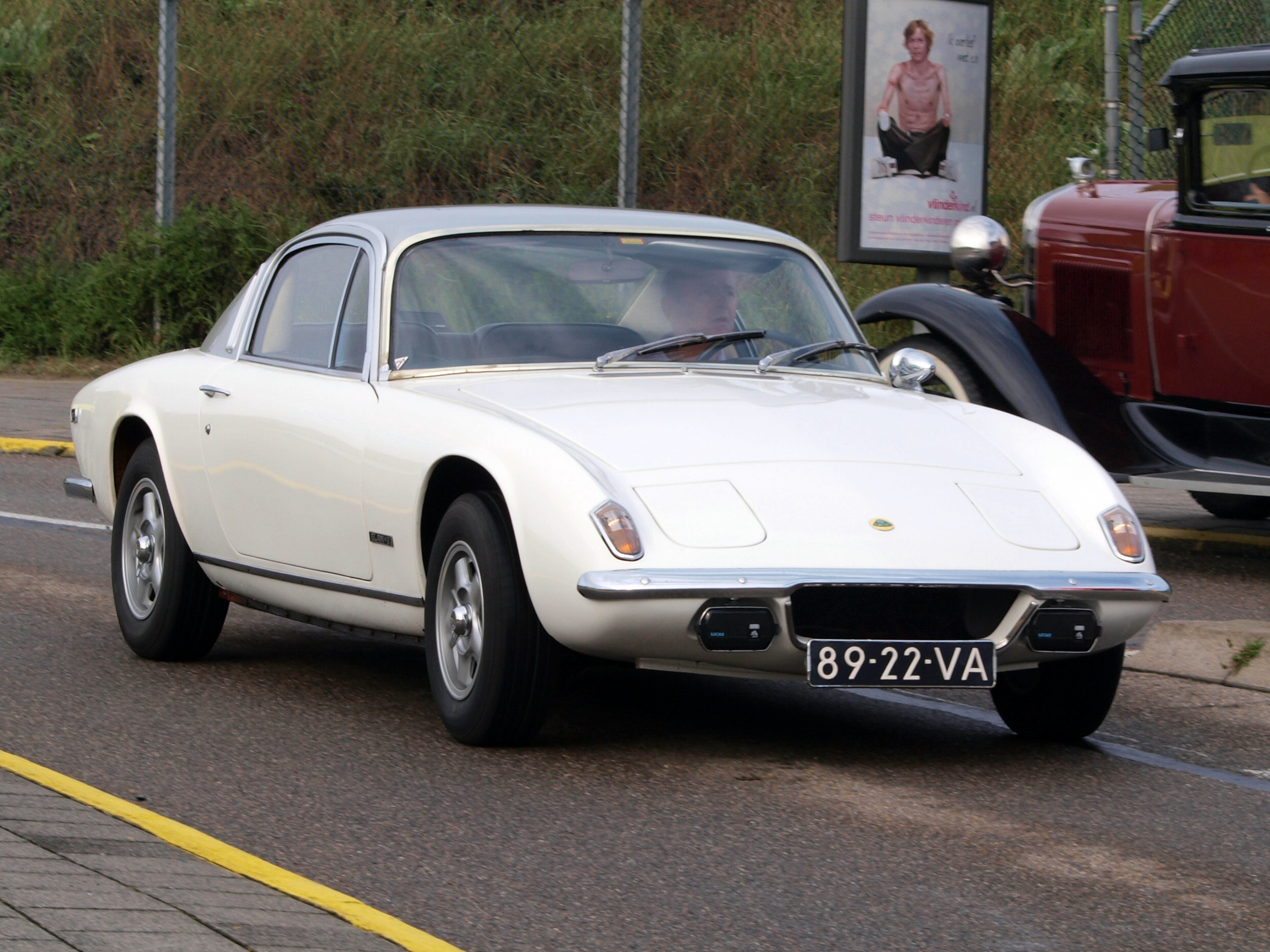
Lotus Elan +2S uit 1973

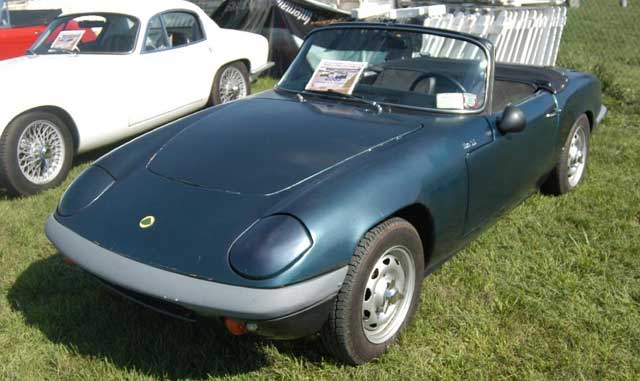
Lotus Elan drophead uit 1966

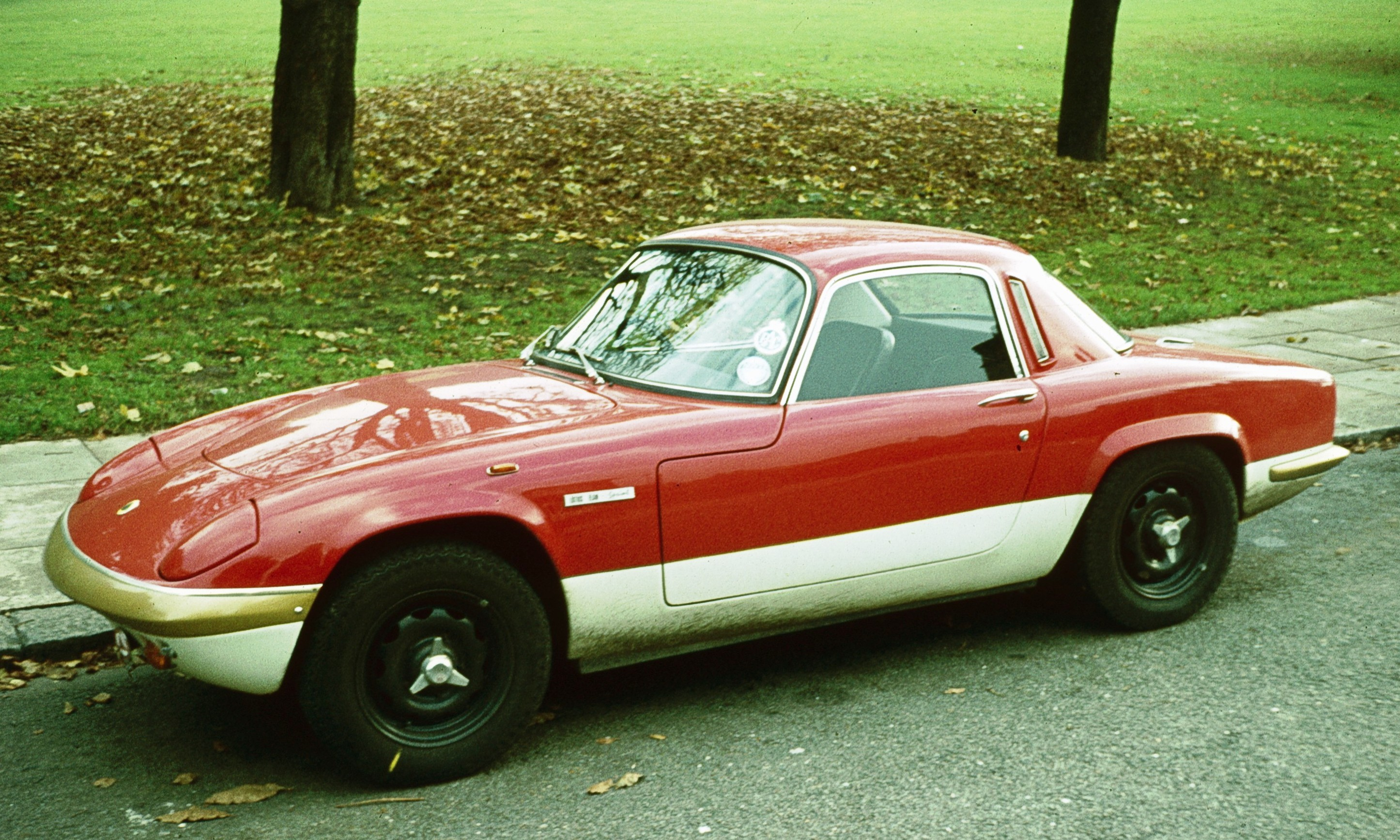
Lotus Elan fixedhead coupé uit 1974

De Lotus Elan is een model van het Britse automerk Lotus dat van 1961 tot 1975 werd gebouwd. Tussen 1989 en 1995 werd onder dezelfde naam een geheel ander model gebouwd, de Elan M100. Deze staat bekend als de Elan 1990-serie.
De Lotus Elan bestond oorspronkelijk uit twee cabriolets en een coupé-model, alle gebouwd door Lotus Cars. De eerste versies waren nog als kitcar verkrijgbaar, maar later stapte men hier vanaf.
De originele types; de "26", "26R racing", "36 Fixedhead coupe", "45 Drophead coupe" en de "Type 50 +2 coupe" - alle gebouwd tussen 1961 en 1975 - staan bekend als de Elan-serie uit de jaren zestig. In 1973 stopte de productie van de Elan en in 1975 ook die van de Elan +2. Er waren toen circa 17.000 stuks van deze modellen gebouwd.
Vanwege zijn tijdloze ontwerp en zijn techniek werd de Elan het eerste commerciële succes van het merk Lotus. Het model van de originele Elan werd in 1989 ook de inspiratiebron voor het ontwerp van de Mazda MX-5 die ook nu nog steeds wordt geproduceerd.

## Ontwikkeling
De originele Elan werd in 1962 als roadster uitgebracht. Een hardtop-model werd vanaf 1963 leverbaar en de coupéversie werd in 1965 uitgebracht. Het ontwerp was van Ron Hickman, die later ook de minder succesvolle Lotus Europa en de Lotus GT40 zou ontwerpen. De Lotus Elan tweezitter was de vervanger voor de Lotus Elite die vanaf het begin alles tegen had gehad; de Elite was technisch niet erg betrouwbaar en was erg duur.
De Elan werd de eerste Lotus die was uitgerust met het inmiddels beroemde stalen chassis waarop een carrosserie van GVK was gemonteerd. Colin Chapman, de directeur van Lotus, wilde een auto met zo min mogelijk gewicht gekoppeld aan zo veel mogelijk vermogen. Met een gewicht van 680 kg voldeed de Elan aan deze eis. Met zijn 1558 cc-motor, schijfremmen op alle wielen en onafhankelijke vering was het ontwerp voor die tijd ook technisch zeer geslaagd. De motor was afgeleid van de Ford Kent, met een door Lotus ontworpen Cosworth-cilinderkop met een dubbele nokkenas. Deze Lotus-Ford-viercilindermotor werd later in vele productie- en racewagens gebruikt.
In 1967 werd de Elan +2 uitgebracht. Deze had een langere wielbasis en twee kleine zittingen achterin. Ook deze auto was zeer elegant ontworpen. Hij had een vermogen tussen de 108-126 pk (afhankelijk van de uitvoering) een topsnelheid van 190 km/u en trok op van 0-100 km/u in 7,9 seconden. Ook meer dan 30 jaar later zijn dit nog uitstekende cijfers.
Er zijn momenteel circa 1200 stuks van dit type over, meestal in handen van verzamelaars en enthousiastelingen.

## Lotus M100 Elan

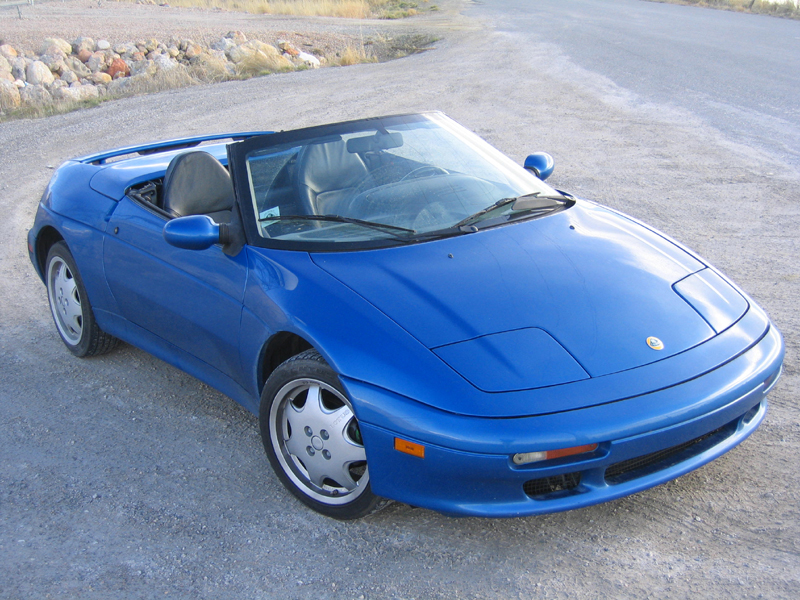
Lotus Elan M100 convertible uit 1991

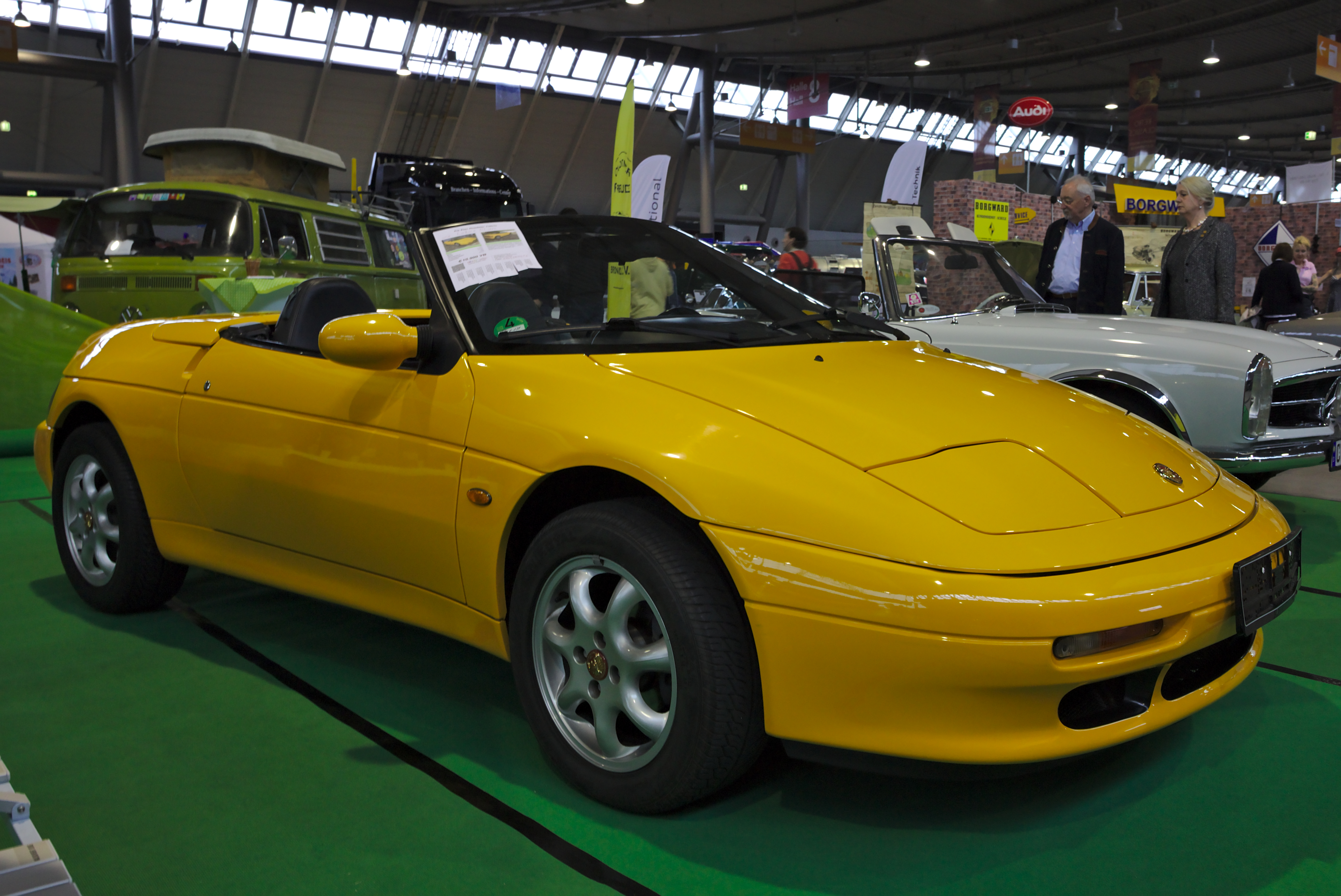
Kia Elan

In 1989 werd de Lotus M100 Elan uitgebracht. De auto is ontworpen door Peter Stevens, die ook verantwoordelijk was voor de restyling van de Lotus Esprit.
Hoewel bij de M100 ook een licht gewicht aan een groot motorvermogen was gekoppeld, was dit model toch zwaarder en had het een ongunstiger vermogens/gewicht verhouding dan de Mazda MX-5. Voor de M100 Elan werd een snelle 1588 cc-motor gebruikt uit de Isuzu Gemini. Die had een dubbele nokkenas, zestien kleppen en een turbo. Dezelfde motor werd later in de Isuzu Impulse gebruikt.
Het idee van een voorwielaangedreven Lotus, gekoppeld aan een Isuzu-motor en een Isuzu-vijfversnellingsbak was zeer vooruitstrevend. De persrecensies vielen echter tegen. Dit werd ook het enige model met voorwielaandrijving; alle modellen na de M100 Elan waren weer voorzien van achterwielaandrijving.
Door de hoge aanschafprijs van de Elan M100 ten opzichte van de Mazda MX-5, de veel grotere betrouwbaarheid van de Mazda en de teruglopende economie in 1992, werden slechts minimale verkoopcijfers in de VS gehaald, niet meer dan 1500 stuks. In 1992 werd de Elan productie gestopt door de slechte economische situatie op dat moment. General Motors - de toenmalige eigenaar van Lotus - wilde het verlies van £36 miljoen dat met de productie van de Elan gemoeid was, zo veel mogelijk beperken
In 1996 en 1997 bouwde Kia Motors de Elan nog onder licentie als "Kia Elan" voor de lokale Koreaanse markt met een 1800 cc 151 pk motor.

## Trivia
In de televisieserie De Wrekers reed het personage Emma Peel in een Lotus Elan-tweezitter.